# 保坂和拓
保坂 和拓（ほさか かずひら、1967年8月15日 - ）は、朝日放送テレビの元アナウンサー、元報道記者。　

## 来歴・人物
東京都新宿区出身。早稲田大学教育学部英語英文学科卒業。学生時代には役者を志し、劇団俳優座に研究生として在籍していた。
大学を卒業後、1990年に朝日放送に入社。同期入社には、鳥木千鶴（元アナウンサー）や上田慶行（元アナウンサー）などがいる。
入社以来、ラジオの深夜番組『ABCミュージックパラダイス』のパーソナリティや、スポーツ中継（主にプロ野球・駅伝・サッカー・競馬など）での実況を担当。2002年サッカー日韓ワールドカップでは、在京キー局以外に所属するアナウンサーで、ただ1人テレビ中継の実況担当に抜擢された。
スポーツアナウンサーとしては、全国中継（テレビの巨人戦や全国高校野球決勝）で実況する機会は少なかった。しかし全国放送の『熱闘甲子園』では、長島三奈がテレビ朝日を退社・充電していた2000年度に八木沼純子とキャスターを担当。関西ローカルの阪神タイガース戦中継にも、実況担当やヒーローインタビュアーとして登場していた。
サッカー日韓ワールドカップでは、朝日放送の地元・大阪の長居スタジアムで実施されたグループH・チュニジア対日本戦の中継（テレビ朝日系列、2002年6月14日）でピッチレポートを担当。日本が2 - 0で勝利した直後の監督インタビューでは、フィリップ・トルシエ監督との抱擁を通じて、グループステージ突破の喜びを分かち合う姿が放送された。
入社時に報道を志望していたこともあって、2002年4月からはABCテレビ夕方のニュース番組『ABC NEWSゆう』で木・金曜日のサブキャスターにも起用。2004年4月からは、月 - 水曜日のサブキャスターと木・金曜日のメインキャスターを兼任するようになった。これを機に、スポーツ実況から離れている。
さらに、月 - 水曜日メインキャスターの堀江政生が前枠番組『ムーブ!』の司会に抜擢されたのを機に、2004年10月から月 - 水曜日のメインキャスターも担当。2009年3月13日の番組終了まで、橋詰優子とともに全曜日のメインキャスターを務めた。
ニュースキャスターとしては、『NEWSゆう』の後継番組『NEWSゆう+』（2009年3月16日放送開始）でも、同年9月11日の放送まで初代メインキャスターを担当。『NEWSゆう』時代から、およそ7年半夕方のニュース番組に出演したことになる（2009年9月11日放送『NEWSゆう+』のエンディングで発言）。
『NEWSゆう+』メインキャスター降板後は、テレビやラジオの定時ニュースを主に担当している。また、ゴルフの実況中継を担当することもある。ちなみに、在阪局所属のアナウンサーでは珍しく、演劇や洋楽に詳しいことで知られる。『ABCミュージックパラダイス』に出演した時期には、J-POPを中心に扱った同番組としては異色の洋楽コーナーを設けていた。
2011年10月頃に報道局の記者になり、アナウンス職を離れる。報道局在籍時には、主に大阪府警の取材を担当。同時期に『NEWSゆう+』の後継番組として放送を開始した『キャスト』でも、記者の肩書きで特集に登場している。その一方で、アナウンサー時代から現在に至るまで、関西を中心に活動する劇団の舞台作品へ随時出演している。
2021年9月時点では、朝日放送テレビCSR推進部で次長を務めている。

## 担当番組

### テレビ番組
- クイズABC
- 痛快！スポーツBOX
- 土曜スポーツ劇場
- 甲子園への道
- 熱闘甲子園 - 1998年・1999年には試合ダイジェスト担当、2000年にはスタジオキャスター担当
- BIG4ボウリング - 実況担当
- べかこの自遊時間
- ワイドABCDE〜す - リポーター、ニュース担当
- ワイドABCDE〜す夕刊
- ABC NEWSゆう（2002年4月 - 2009年3月13日） - メインキャスター（前述）
- NEWSゆう+（2009年3月16日 - 9月11日） - メインキャスター（前述）
- 週末の探検家〜夢羅針盤〜 - 初代ナレーター
- 発熱!猿人ショー（2003年1月から3か月間放送された『百万馬力』レーベルの深夜番組）
- ゴルフ中継（Sky・A sports+）
- 朝日放送創立60周年記念特別番組 平安の美ふたたび〜道上洋三が案内するできたて平等院鳳凰堂〜（2011年2月10日） - ナレーター
- ABCニュース - 記者として取材報告（不定期）
- キャスト - 記者として取材報告（不定期）
- マンスリーABC（2021年9月25日） - 「中之島まるごとフェスティバル」に参加するイベント『「落語」×「文学」×「上方舞」“和のクラシック”でつなぐABCスペシャルステージ』の告知目的で出演。

### ラジオ番組
- スポーツ中継[1]
- ABCミュージックパラダイス（1993年1月 - 1994年3月）
- 近鉄バファローズアワー
- 上沼恵美子のこころ晴天 - 月曜レギュラー
- オン・ザ・ターフ!（2004年度まで）
- 全力投球!!妹尾和夫です（2003年9月 - 2007年9月） - 12時台の「ニュース一直線」でニュース解説を担当。
- イベント倶楽部（ラジオ、2010年4月 - 2010年9月）
- ABCニュース - 『ABC朝日ニュース』のタイトルで放送していた時期にニュースデスクの肩書きで出演し、午前中の生ワイド番組に内包される定時ニュース枠を不定期で担当していた。

## 朝日放送入社後に出演した舞台作品
- デス電所 第17回公演『残魂エンド摂氏零度』大阪公演（2007年11月3日 - 11月25日、於：精華小劇場） - 日替わりゲストの1人として出演[3]。
- リリパットアーミーII『大阪芝居〜ウエディング編〜』（2008年6月、「中之島演劇祭2008」参加作品、於：ABCホール） - 上田剛彦と共にゲストで出演[4]。
- 伊藤えん魔プロデュース『サイボーグ侍』（2011年2月11日 - 2月14日、於：ABCホール）[5]
- 非戦を選ぶ演劇人の会『いま、憲法のはなし -戦争を放棄する意志-』（2013年6月28日 - 6月29日、於：ドーンセンター） - 6月29日昼・夜公演の朗読劇にゲストで出演[6]。